# St-Gervais (Pontpoint)

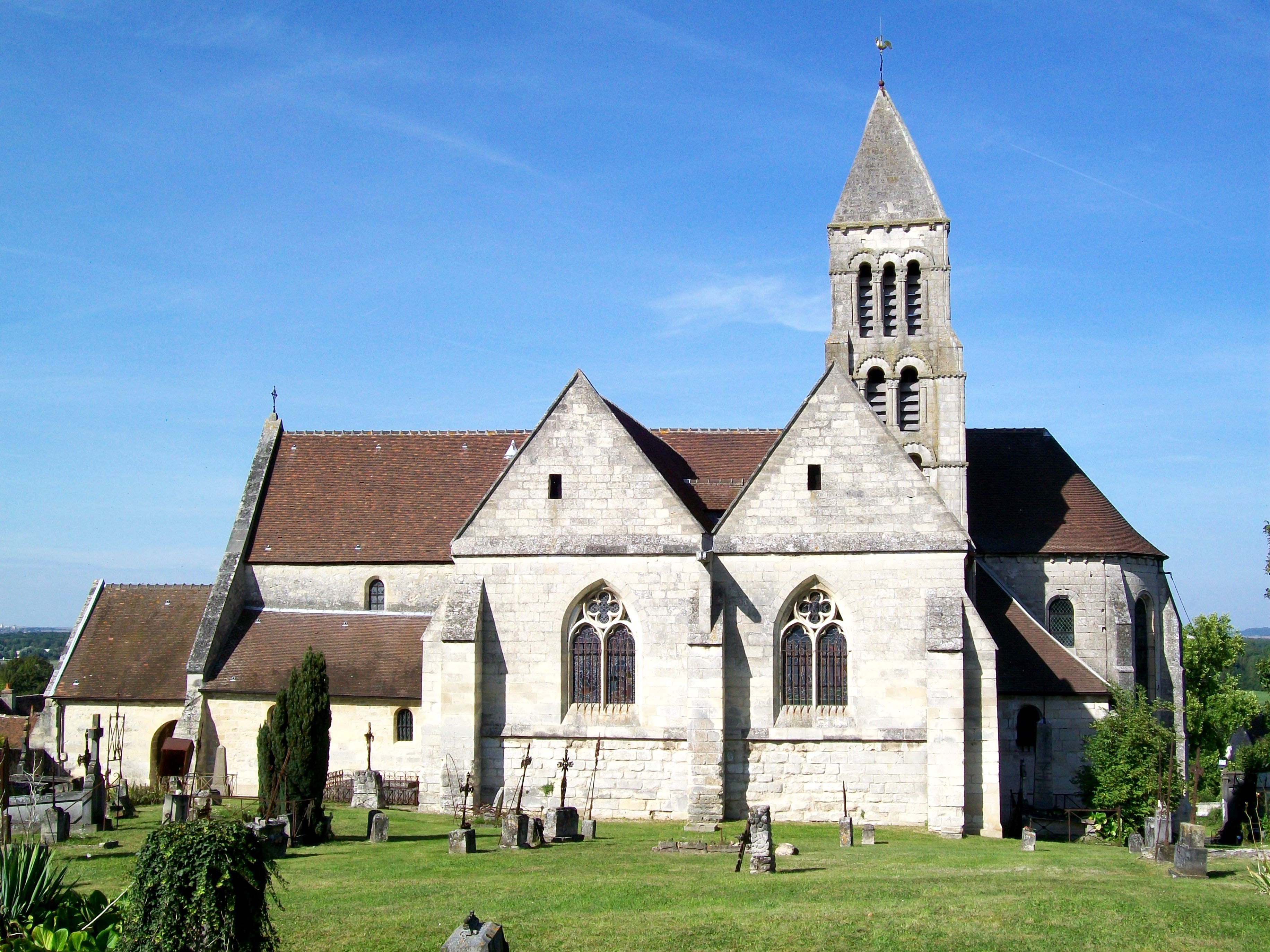
Die Kirche von Pontpoint von Süden

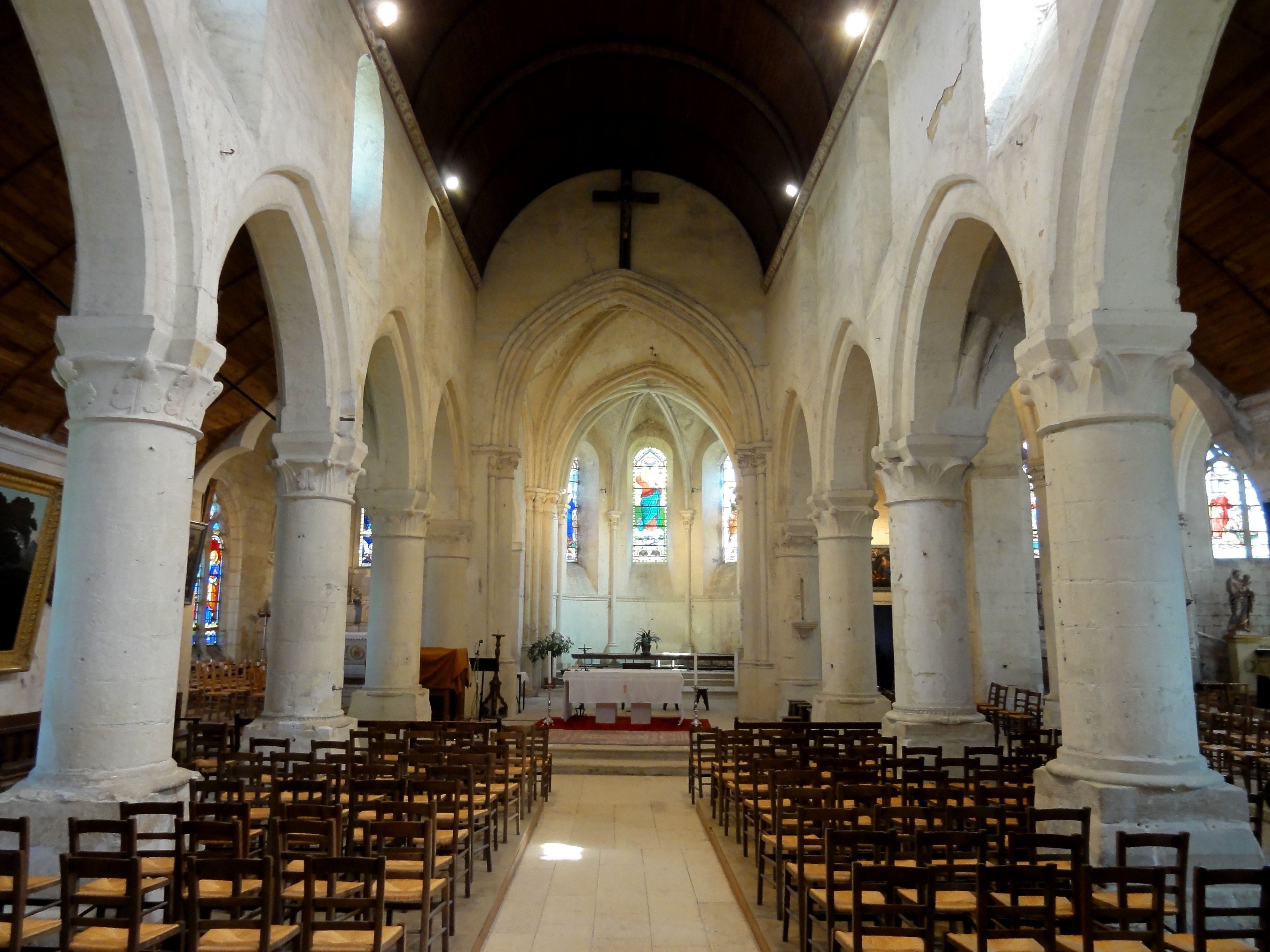
Innenansicht

Die Kirche Saint-Gervais ist eine romanische Pfarrkirche in der Gemeinde Pontpoint im Département Oise in der französischen Region Hauts-de-France, die im 11. Jahrhundert errichtet wurde. Sie befindet sich in der Nähe von Verberie im Tal der Oise. Seit 1902 steht die Kirche unter Denkmalschutz (Monument historique).

## Geschichte
Die Kirche von Pontpoint, die dem heiligen Gervasius geweiht ist, wurde im 11. Jahrhundert errichtet und im Laufe der Zeit mehrmals umgestaltet. Ende des 12. Jahrhunderts wurde das Mittelschiff erneuert und im 14. Jahrhundert wurden die beiden östlichen Joche des südlichen Seitenschiffs überwölbt. Zur gleichen Zeit wurde eine Seitenkapelle angebaut. Im 16. Jahrhundert entstand eine weitere Kapelle am nördlichen Seitenschiff.

## Architektur

### Außenbau
Die Westfassade wurde durch eine moderne Vorhalle verändert. Das spitzbogige Portal wurde wahrscheinlich Ende des 12. Jahrhunderts errichtet. Es besitzt eine dreifach gestufte Archivolte mit Sternenband und geschmückten Rundstäben, die auf sechs Diensten ruhen. Drei mit Laubwerk geschmückte Blendarkaden unterteilen das Tympanon.
Die Nordseite besitzt Rundbogenfenster und darüber ein Kranzgesims. Das an dieser Seite befindliche Portal stammt aus ersten Hälfte des 12. Jahrhunderts und ist von zwei Reihen von Zickzackbändern umgeben. Nach der spätgotischen Kapelle folgt die fünfeckige Apsis, die mit massiven Strebepfeilern verstärkt ist. Die Wand ist unterhalb des Daches mit einem Kranzgesims auf Kragsteinen versehen.
Der mächtige Glockenturm, an der Südseite des Chors, besitzt drei Stockwerke mit zweifachen bzw. dreifachen Rundbogenfenstern. Eine Steinpyramide deckt den Turm ab und an den Ecken befinden sich Strebepfeiler.

### Innenraum
Das nicht eingewölbte Mittelschiff wird durch fünf Arkaden von den Seitenschiffen abgetrennt. Oberhalb der Pfeiler und nicht in der Achse der Bögen liegen die Obergadenfenster. Die Arkaden ruhen auf Säulen, die Kapitelle mit Blätterschmuck besitzen. Die Deckplatten in Kreuzform passen sich dem doppelten Bogen der Arkaden an.
In der Mitte des 12. Jahrhunderts erneuerte man das Chorjoch, das zwischen Schiff und Apsis liegt, um eine Art Vierung zu schaffen. Das Kreuzrippengewölbe ruht auf Ecksäulen, die mit Rundstäben profiliert sind. Aus der gleichen Zeit stammt auch die erneuerte polygonale Apsis. Sie ist ebenfalls mit einem Kreuzrippengewölbe überwölbt.

## Ausstattung

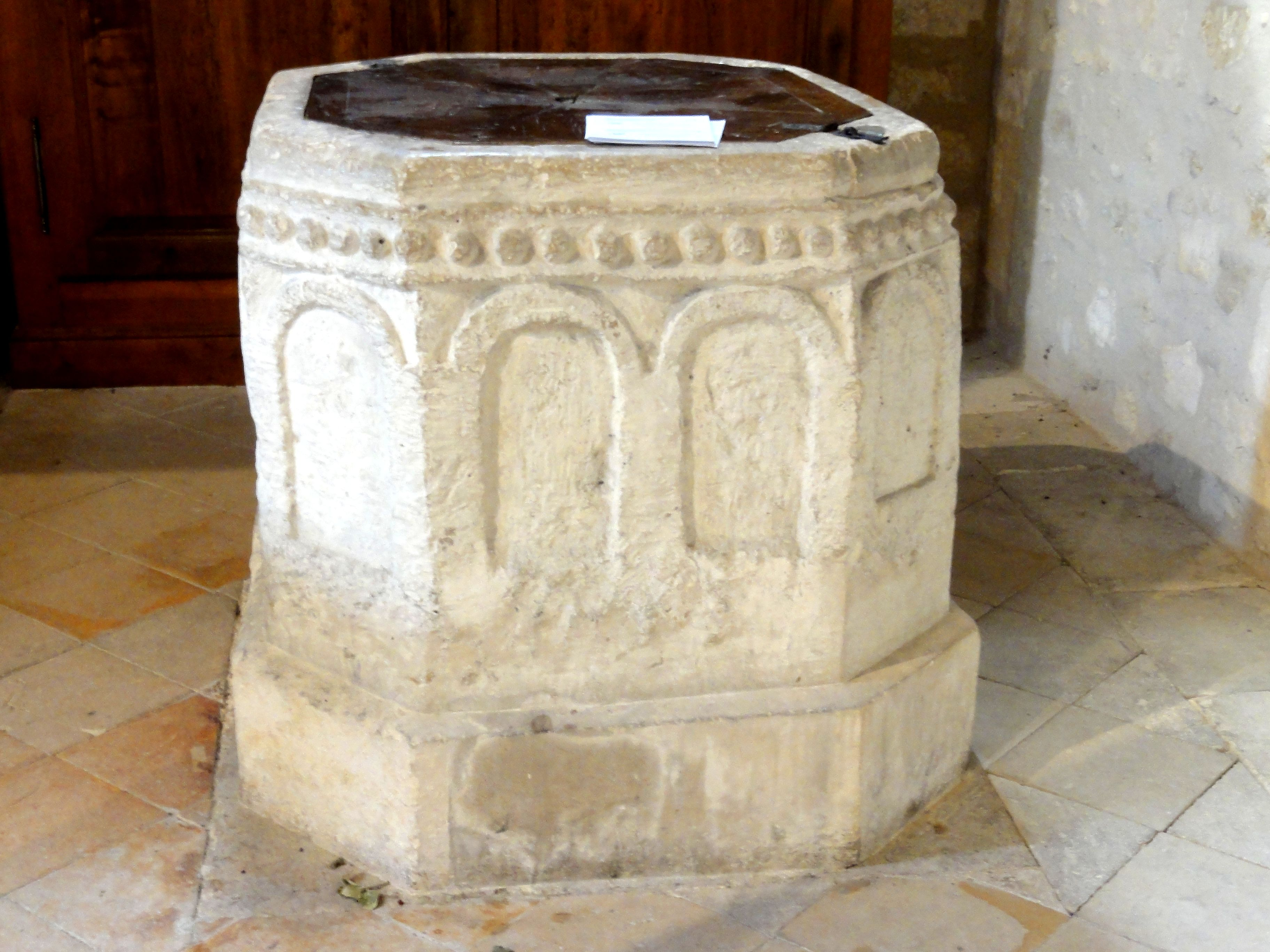
Taufbecken in der Kirche

- Romanisches Taufbecken aus dem 12. Jahrhundert